# Inglewood – Live in California
Inglewood – Live in California uživo je album britanskog hard rock sastava Deep Purple, kojeg 2002. godine, objavljuje diskografska kuća 'Purple Records'.
Materijal je zabilježen 18. listopada 1968. godine u Los Angelesu, tijekom njihove 'Farewell' turneje, gdje im je prateći sastav bila britanska rock skupina Cream. Album je jedan od vrlo rijetkih uživo snimki postave MK I.

## Popis pjesama
1. "Hush" (Joe South) - 4:44
2. "Kentucky Woman" (Neil Diamond) - 5:01
3. "Mandrake Root" (Rod Evans, Ritchie Blackmore, Jon Lord) - 10:10
4. "Help!" (John Lennon, Paul McCartney) - 6:19
5. "Wring That Neck" (Blackmore, Nick Simper, Lord, Ian Paice) - 6:40
6. "River Deep, Mountain High" (Phil Spector, Jeff Barry, Ellie Greenwich) - 9:44
7. "Hey Joe" (Billy Roberts) - 7:57

## Izvođači
- Rod Evans - Prvi vokal
- Ritchie Blackmore: Električna gitara
- Nick Simper: Bas gitara, prateći vokali
- Jon Lord: Orgulje, prateći vokali
- Ian Paice: Bubnjevi, udaraljke

## Vanjske poveznice
- Purple records